# Guillaume Tempier
Guillaume Tempier (o Guillaume III; Poitiers, siglo XII – Poitiers, 29 de marzo de 1197), fue un obispo católico francés, venerado como santo por la Iglesia Católica y celebrado localmente en la diócesis de Poitiers el 29 de marzo, con su propia fiesta personal a diferencia de la mayoría de los otros obispos canonizados, que se celebran conjuntamente el 20 de enero.

## Biografía
Poco se sabe sobre su vida. Se sabe que nació en Poitiers en el siglo XII y entró en religión en la congregación de San Agustín en el priorato de Saint-Hilaire-de-la-Celle, de la que se convirtió en prior.
Reconocido por su moral honesta y gran piedad, fue elegido obispo de Poitiers en 1184 por unanimidad por el clero y el pueblo a la muerte de su predecesor Jean aux Belles Mains.
Defendió los derechos del clero contra los señores seculares, lo que aparentemente le valió persecuciones de las que no tenemos los detalles. También se esfuerza por reavivar la fe de los fieles, por este comportamiento, en 1191, se le dio el apodo de "Guillermo el Fuerte".
Murió después de un largo episcopado el 29 de marzo de 1197 y fue enterrado en la iglesia de Saint-Cyprien.

## Culto
Su muerte fue seguida por milagros. La gente de Poitiers fue a su tumba para ser curada de hemorragias.
La Iglesia Católica y la Iglesia Ortodoxa lo recuerdan el 29 de marzo:

En Poitiers, en Aquitania, san Guillermo Tempier, obispo, que, prudente y firme, defendió contra los nobles la Iglesia a él encomendada, ofreciendo en su persona un integérrimo ejemplo de vida (1197).
Martirologio Romano